# Ярмар Карлссон
Ярмар Карлссон (швед. Hjalmar Karlsson, 1 березня 1906 — 2 квітня 1992) — шведський яхтсмен.
Олімпійський чемпіон 1956 року в класі 5,5 метра.
Батько шведського яхтсмена, срібного олімпійського медаліста 1964 року Арне Карлссона.